# Fontaine Dejean
Fontaine Dejean är en fontän på Square de la Place-Pasdeloup i Quartier de la Folie-Méricourt i Paris elfte arrondissement. Fontänen är tillägnad den franske arkitekten François-Eugène Dejean (1821–1898). Fontänen, som avtäcktes år 1906, är ritad av Jean Camille Formigé och Charles Louis Malric.

## Omgivningar
- Saint-Denys-du-Saint-Sacrement
- Place Pasdeloup
- Boulevard du Temple
- Rue Oberkampf
- Rue Amelot
- Rue de Crussol
- Cité de Crussol
- Rue des Filles-du-Calvaire
- Rue Commines
- Rue Froissart
- Passage Saint-Pierre-Amelot
- Rue de Malte

## Bilder
| - Närbild. - Square de la Place-Pasdeloup. |